# انت اولزون
انت اولزون (به انگلیسی: Anette Ingegerd Olsson) (زاده ی۲۱ ژوئن ۱۹۷۱) خوانندهٔ سوئدی است که بیشتر با عنوان خوانندهٔ سابق گروه سمفونیک متال فنلاندی نایت‌ویش شناخته می‌شود. او در سال ۲۰۰۷ به نایت‌ویش پیوست و در ۱ اکتبر ۲۰۱۲ از این گروه جدا شد. او پس از جدایی از نایت‌ویش، یک آلبوم انفرادی به نام Shine در سال ۲۰۱۴ منتشر کرده است.
در سال ۲۰۰۷ پس از اینکه تاریا تورونن گروه نایت ویش را ترک کرد، انت اولزون از میان ۲۰۰۰ نفر به عنوان خواننده جدید گروه انتخاب شد.

## آلبوم
- shine در سال ۲۰۱۴